# 800 mètres masculin aux Jeux olympiques d'été de 1928 (athlétisme)
Pour un article plus général, voir Athlétisme aux Jeux olympiques d'été de 1928.
Navigation
Paris 1924 Los Angeles 1932
L'épreuve du 800 mètres masculin aux Jeux olympiques de 1928 s'est déroulée du 29 au 31 juillet 1928 au Stade olympique d'Amsterdam, aux Pays-Bas.  Elle est remportée par le Britannique Douglas Lowe.

## Résultats

### Finale
| Rang               | Athlète           | Pays            | Temps        | Notes |
| ------------------ | ----------------- | --------------- | ------------ | ----- |
| Médaille d'or      | Douglas Lowe      | Grande-Bretagne | 1 min 51 s 8 | OR    |
| Médaille d'argent  | Erik Byléhn       | Suède           | 1 min 52 s 8 |       |
| Médaille de bronze | Hermann Engelhard | Allemagne       | 1 min 53 s 2 |       |
| 4                  | Phil Edwards      | Canada          | 1 min 54 s 0 |       |
| 5                  | Lloyd Hahn        | États-Unis      | 1 min 54 s 2 |       |
| 6                  | Séra Martin       | France          | 1 min 54 s 6 |       |
| 7                  | Earl Fuller       | États-Unis      | 1 min 55 s 0 |       |
| 8                  | Jean Keller       | France          | 1 min 57 s 0 |       |
| 9                  | Ray Watson        | États-Unis      | 2 min 03 s 0 |       |